# جرالد (ایندیانا)
جرالد (به انگلیسی: Gerald) یک منطقهٔ مسکونی در ایالات متحده آمریکا است که در شهرستان پری، ایندیانا واقع شده‌است. جرالد ۱۳۱٫۰۷ متر بالاتر از سطح دریا واقع شده‌است.